# La Conquête du pain
Pour la boulangerie autogérée, voir La Conquête du pain (boulangerie).
La Conquête du pain est un livre de l'anarchisme et du communisme libertaire par Pierre Kropotkine,, publié en 1892 et écrit dans sa version d'origine en français.

## Publication
C'est d'abord une série d'articles dans les journaux anarchistes Le Révolté et La Révolte (dirigés par Kropotkine). La première publication comme livre a lieu à Paris en 1892, chez Tresse et Stock, avec une préface d'Élisée Reclus, qui a aussi suggéré le titre. Le livre est immédiatement réédité. Entre 1892 et 1894, il est partiellement publié sous forme d'articles dans le journal de Londres Freedom (liberté), dont Kropotkine est cofondateur. Il a été traduit et réimprimé de nombreuses fois : en norvégien en 1898, et en japonais, par exemple, par Kotoku Shusui en 1909. Il est encore fréquemment réédité :
- en français : par Tops-Trinquier en 2002 (en fac-similé) et par les éditions du Sextant en 2006 ;
- en anglais : par Freedom Press et AK Press en 2007, et BiblioBazaar en 2008.

## Argument
Dans cet ouvrage, Kropotkine pointe ce qu'il considère comme les défauts des systèmes économiques, du féodalisme et du capitalisme, et comment il croit que ces systèmes prospèrent grâce à et maintiennent la pauvreté et la pénurie, malgré l'abondance de la production grâce aux progrès techniques, par le maintien de privilèges. Il propose à nouveau un système économique décentralisé basé sur l'entraide et la coopération volontaires, affirmant que les tendances pour ce type d'organisation existent déjà, aussi bien dans l'évolution que dans les sociétés humaines. Il traite également des détails de la révolution et de l'expropriation afin qu'elles ne finissent pas de manière réactionnaire.